# Polar Satellite Launch Vehicle
Het Polar Satellite Launch Vehicle (PSLV) is een niet-herbruikbare medium-lift draagraket, ontworpen en beheerd door de Indian Space Research Organisation (ISRO). Het werd ontwikkeld om India in staat te stellen zijn Indian Remote Sensing (IRS)-satellieten in een zonsynchrone baan te lanceren, een dienst die tot de komst van de PSLV in 1993 alleen commercieel verkrijgbaar was vanuit Rusland. PSLV kan ook kleine satellieten in een geostationaire transferbaan (GTO) lanceren.
Noemenswaardige payloads die via de PSLV werden gelanceerd zijn India’s eerste maansonde Chandrayaan-1, India's eerste interplanetaire missie, de Mars Orbiter Mission (Mangalyaan), India's eerste ruimtetelescoop Astrosat en India's eerste zonnemissie Aditya-L1.